# Ángel Sabata
Ángel Sabata Figa (Barcellona, 28 marzo 1911 – Barcellona, 24 settembre 1990) è stato un nuotatore e pallanuotista spagnolo.

## Carriera
Membro del Club Natació Barcelona, è stato otto volte campione di Catalogna e 10 di Spagna in diverse distanze di nuoto. Ha stabilito il record catalano e statale sei volte nei 50, 100 e 4 × 200 stile libero tra il 1931 e il 1934. 
Come giocatore di pallanuoto è stato campione di prima categoria della Catalogna (1934) e della Spagna (1942, 1943). Con la squadra spagnola partecipò ai Campionati Europei del 1934 e ai Giochi di Amsterdam 1928 e Londra 1948. Nel 1928 giocò l'unica partita per la Spagna nel torneo di pallanuoto. Vent'anni dopo fece parte della squadra spagnola che finì ottava, giocando quattro partite.
Successivamente fu selezionatore statale di pallanuoto fino al 1960.
Nel 1948 ricevette la medaglia al merito sportivo dalla federazione catalana di nuoto.